# Томоко Уэмура в ванне
Томоко Уэмура в её ванной комнате — фотография, сделанная американским фотожурналистом У. Юджином Смитом в 1971 году. Считается лучшей работой Смита. На чёрно-белой фотографии изображена мать, которая обнимает свою сильно обезображенную обнажённую дочь в традиционной японской ванной комнате. Мать Риоко Уэмура дала согласие Смиту сделать фотографию, чтобы пролить свет на особенности физического и интеллектуального развития своей дочери Томоко, к которым привели последствия болезни Минаматы (разновидности отравления ртутью). Сразу после публикации фотография обрела широкую известность и привлекла внимание мирового сообщества к болезни Минамата, поспособствовав борьбе жертв за получение компенсаций. По воле семьи Томоко Уэмуры фотография была изъята из дальнейшей публикации в 1997 году, через 20 лет после смерти Томоко.
Другие названия фотографии: Томоко в ванне, Томоко и мать в ванне, Мать купает свою дочь Томоко.

## Фотография
Уильям Юджин Смит и его жена Эйлин Смит жили в Минамате с 1971 по 1973 год с целью привлечь внимание общественности к болезни Минаматы. За эти три года Смит сделал тысячи фотографий, разлетевшихся по журналам и выставкам. Символом болезни Минаматы, по мнению Смита, должна была стать одна бьющая точно в цель фотография.
Родители Томоко разрешили Смиту сфотографировать тело их дочери в надежде, что это привлечёт внимание к бедственному положению таких же семей в Минамате и других жертв загрязнения окружающей среды по всему миру. Риоко Уэмура очень хотела, чтобы её дочь вызывала сочувствие, поэтому активно помогала фотографу в достижении идеального снимка.

## Публикация и влияние
Фотография была впервые опубликована в журнале Life 2 июня 1972 года, став центральной частью фоторепортажа о Минамате. Позднее фоторепортаж был издан в форме книги, включившей все снимки, сделанные Смитом во время его пребывания в Минамате. Эти публикации привлекли внимание мировой общественности к происходящему. Из-за этого на Смита напали якудза, нанятые корпорацией Chisso, виновной в загрязнении залива.
Поразительный характер фотографии быстро обеспечил ей мировую известность. Семья Уэмура оказалась в центре внимания СМИ. Отец Томоко, Ёсио Уэмура, говорил: «Мы столкнулись с растущим числом интервью. Думая, что это поможет борьбе за искоренение загрязнения, мы соглашались на интервью и фотографии, в то время как организации, выступавшие от нашего имени, часто использовали фотографию Томоко». Однако повышенное внимание не обошлось без недостатков. В Минамате начали распространяться слухи, что семья Уэмура получает от популярности финансовую выгоду. Некоторые местные жители, в основном работавшие на корпорацию Chisso, яростно противостояли борьбе жертв загрязнения за компенсацию ущерба. Подобные трудности сделали повседневную жизнь семьи Уэмура совершенно невыносимой.
Томоко Уэмура умерла в 1977 году в возрасте 21 года.

## Дальнейшая судьба фотографии
После смерти У. Юджина Смита в 1978 году авторские права на его фотографии Минаматы перешли к его бывшей жене Эйлин Смит. Услышав о приглашении семьи Уэмура на телевидение, она отправилась в Минамату и встретилась с ними. Эйлин решила передать семье Уэмура авторские права на фотографию, чтобы они принимали решения относительно дальнейшего её использования. В 1997 году французская телекомпания связалась с семьёй Уэмура, попросив разрешения использовать знаменитую фотографию Смита в документальном фильме о самых важных фотографиях 20-го века и взять у семьи ещё одно интервью о болезни Минамата и истории снимка. Однако к этому времени, спустя 20 лет после смерти дочери, Ёсио Уэмура изменил свое мнение. Он отказался от всех интервью и не хотел, чтобы образ Томоко подвергался дальнейшей эксплуатации: «Я хотел, чтобы Томоко обрела покой, и это чувство неуклонно росло», — сказал он.